# 黄柏乡 (重庆市)
黄柏乡，是中华人民共和国重庆市万州区下辖的一个乡镇级行政单位。

## 行政区划
黄柏乡下辖以下地区：
黄柏社区、金山村、沙田村、明月村、三坪村和向龙村。